# كاستلفترو دي مودينا
كاستلفترو دي مودينا (بالإيطالية: Castelvetro di Modena)‏ هي بلدية في مقاطعة مودينا في إقليم إميليا رومانيا الإيطالي.

## السكان
في سنة 1861 بلغ عدد السكان 4٬239 نسمة، وتطور العدد ليصل في سنة 2011 لـ 11٬012 نسمة.
يظهر هذا المخطط البياني تطور النمو السكاني لـ كاستلفترو دي مودينا

## أعلام
- بييرو فيراري